# 다나카 준야 (1983년)
다나카 준야(일본어: 田中 淳也, 1983년 4월 24일 ~ )는 일본의 전 축구 선수이다.

## 구단 경력
과거 비셀 고베, 제프 유나이티드 지바, 사간 도스에서 활동하였다.